# Сова (язык)
Сова (Sowa) — мёртвый язык, который был распространён на юге и в центре острова Пентекост в Вануату. В последнее время сова был полностью вытеснен соседним языком абма. Сова тесно связан с языком ске, другим языком острова Пентекост.
Язык сова был изначально распространён в западной и восточной части Пентекоста. С северо-запада область распространения языка была ограничена рекой Мельсиси, на юг распространялся до бухты у деревни Левизендам.
После депопуляции острова Пентекост, вызваной принесёнными инфекционными болезнями из Европы, мужчины из числа носителей сова были вынуждены жениться на женщинах из других частей Пентекоста, преимущественно носителями языка абма.
В результате в 1960-х годах абма полностью заменил сова в качестве основного местного языка. Последний носитель языка сова Морис Таби умер в 2000 году.
Сегодня несколько местных жителей, у которых отец или мать были носителями сова, до сих пор частично владеют языком, хотя никто не говорит на нём свободно. Пара людей, включая Исайя Таби-Вахка из деревни Уотерфолл и Адам Булесисбват из деревни Лесуубелакан, делали короткие письменные заметки на сова в попытке убедиться, что язык сова не был потерян.
Некоторые люди на бывшей территории сова рассматривают язык как часть своего культурного наследия и оплакивают свою потерю. Существуют слухи о возрождении сова, хотя это не является высоким приоритетом для большинства местных жителей, а записи недостаточны для подлинного восстановления подлинного языка.

## Фонология
В сова существовали согласные b, d, g, k, l, m, n, ng, p, r, s, t, губно-губные v, w, z, и губно-велярные bw, mw и pw.
Кажется, что в сова не хватало согласной буквы h, хотя на письме она иногда появляется в результате нефонетического правописания и вмешательства из других языков.
По сравнению с родственными языками, такими как абма и рага, как представляется, было относительно немного ограничений на распределении согласных. Тем не менее, согласные, происходящие в конце высказывания изменялись в соответствии с правилами языка абма, с b, v и, может быть, w превращалось в p, d в t, g в k, а r образует долгую гласную. Кластеры согласных в слогах не допускаются.
В отличие от соседнего языка ске, в сова была преназализация согласных.
В дополнение, были ещё 5 стандартных гласных (a, e, i, o, u), средние и высокие гласные é (произносится между e и i) и ó (между o и u), которые есть в языках ске и са.
Долгие гласные (aa, ee и др.) происходят в результате выпадения буквы r в конце слов, и выяснилось, что они отличались от кратких гласных минимальной пары, таких как me «быть красным» и mee (< mer) «быть чёрным».